# Campeonato Europeu de Atletismo em Pista Coberta de 2017 - Salto em altura masculino
A prova do salto em altura masculino do Campeonato Europeu de Atletismo em Pista Coberta de 2017 foi disputada entre os dias 4 e 5 de março de 2017 na Arena Kombank em Belgrado,  na Sérvia. 

## Recordes
Antes desta competição, os recordes mundiais e do campeonato nesta prova eram os seguintes:
|                       | Nome             | Nacionalidade      | Altura  | Local            | Data                    |
| --------------------- | ---------------- | ------------------ | ------- | ---------------- | ----------------------- |
| Recorde mundial       | Javier Sotomayor | Cuba               | 2m 43cm | Budapeste        | 4 de março de 1989      |
| Recorde do campeonato | Stefan Holm      | Suécia             | 2m 40cm | Madri            | 6 de março de 2005      |
| Recorde europeu       | Carlo Thränhardt | Alemanha Ocidental | 2m 42cm | Berlim Ocidental | 26 de fevereiro de 1988 |

## Medalhistas
| Ouro                     | Prata                | Bronze                  |
| Sylwester Bednarek (POL) | Robbie Grabarz (GBR) | Pavel Seliverstau (BLR) |

## Cronograma
Todos os horários são locais (UTC+2).
| Data       | Hora  | Evento       |
| ---------- | ----- | ------------ |
| 4 de março | 11:20 | Qualificação |
| 5 de março | 16:50 | Final        |

## Resultados

### Qualificação
Qualificação: 1,93m (Q) ou os 8 melhores qualificados (q).
| Posição | Atleta                | Nacionalidade | 2.10 | 2.16 | 2.21 | 2.25 | 2.28 | Resultados | Notas |
| ------- | --------------------- | ------------- | ---- | ---- | ---- | ---- | ---- | ---------- | ----- |
| 1       | Silvano Chesani       | Itália        | o    | o    | o    | o    | o    | 2.28       | Q,    |
| 1       | Tihomir Ivanov        | Bulgária      | –    | o    | o    | o    | o    | 2.28       | Q     |
| 3       | Pavel Seliverstau     | Bielorrússia  | –    | o    | o    | xo   | o    | 2.28       | Q     |
| 4       | Sylwester Bednarek    | Polónia       | –    | o    | o    | xxo  | o    | 2.28       | Q     |
| 5       | Matúš Bubeník         | Eslováquia    | o    | o    | o    | o    | xo   | 2.28       | Q,    |
| 6       | Mateusz Przybylko     | Alemanha      | o    | o    | o    | xo   | xo   | 2.28       | Q     |
| 7       | Robert Grabarz        | Reino Unido   | –    | –    | o    | o    | xxx  | 2.25       | q     |
| 7       | Allan Smith           | Reino Unido   | –    | o    | o    | o    | xxx  | 2.25       | q     |
| 9       | Vasilios Constantinou | Chipre        | –    | o    | xo   | o    | xxx  | 2.25       |       |
| 10      | Chris Kandu           | Reino Unido   | o    | o    | xxo  | xxo  | xxx  | 2.25       |       |
| 11      | Lukáš Beer            | Eslováquia    | o    | o    | o    | xxx  |      | 2.21       |       |
| 11      | Martin Heindl         | Chéquia       | –    | o    | o    | xxx  |      | 2.21       |       |
| 13      | Christian Falocchi    | Itália        | xo   | xxo  | xo   | xxx  |      | 2.21       |       |
| 14      | Oleksandr Barannikov  | Ucrânia       | o    | xo   | xxo  | xx–  | x    | 2.21       |       |
| 15      | Raivydas Stanys       | Lituânia      | xo   | o    | xxx  |      |      | 2.16       |       |
| 16      | Jānis Vanags          | Letônia       | o    | xxx  |      |      |      | 2.10       |       |
| 17      | Péter Bakosi          | Hungria       | xo   | xxx  |      |      |      | 2.10       |       |
| 17      | Fabian Delryd         | Suécia        | xo   | xxx  |      |      |      | 2.10       |       |
| 18      | Miguel Ángel Sancho   | Espanha       | xxx  |      |      |      |      | NM         |       |

### Final
A final foi realizada às 16:50 no dia 4 de março de 2017.  
| Posição           | Atleta             | Nacionalidade | 2.18 | 2.23 | 2.27 | 2.30 | 2.32 | 2.34 | 2.35 | Resultados | Notas                |
| ----------------- | ------------------ | ------------- | ---- | ---- | ---- | ---- | ---- | ---- | ---- | ---------- | -------------------- |
| Medalha de ouro   | Sylwester Bednarek | Polónia       | o    | o    | xxo  | xo   | o    | xx-  | x    | 2.32       |                      |
| Medalha de prata  | Robbie Grabarz     | Reino Unido   | –    | o    | o    | o    | x-   | xx   |      | 2.30       | Recorde da temporada |
| Medalha de bronze | Pavel Seliverstau  | Bielorrússia  | –    | o    | o    | xxx  |      |      |      | 2.27       |                      |
| 4                 | Tihomir Ivanov     | Bulgária      | xo   | o    | o    | xxx  |      |      |      | 2.27       |                      |
| 5                 | Matúš Bubeník      | Eslováquia    | o    | o    | xo   | xxx  |      |      |      | 2.27       |                      |
| 6                 | Silvano Chesani    | Itália        | o    | xo   | xo   | xxx  |      |      |      | 2.27       |                      |
| 7                 | Mateusz Przybylko  | Alemanha      | o    | xo   | xxo  | xxx  |      |      |      | 2.27       |                      |
| 8                 | Allan Smith        | Reino Unido   | o    | xxx  |      |      |      |      |      | 2.18       |                      |

Legenda
| Recorde mundial       | Recorde mundial (World record)               |                       | Recorde africano                      | Recorde africano (African) |                                           | Q | Classificado por posição (Qualified) |
| Recorde do campeonato | Recorde do campeonato (Championship record)  | Recorde da América    | Recorde da América (Americas)         | q                          | Classificado por melhor tempo (Qualified) |   |                                      |
| Melhor marca do ano   | Melhor marca do ano (World leading)          | Recorde asiático      | Recorde asiático (Asian)              | DNS                        | Não largou (Did not start)                |   |                                      |
| Recorde nacional      | Recorde nacional (National record)           | Recorde europeu       | Recorde europeu (European)            | DNF                        | Não terminou (Did not finish)             |   |                                      |
| Recorde pessoal       | Recorde pessoal do atleta (Personal best)    | Recorde da Oceania    | Recorde da Oceania (Oceania)          | DSQ / DQ                   | Desclassificado (Disqualified)            |   |                                      |
| Recorde da temporada  | Recorde da temporada do atleta (Season best) | Recorde sul-americano | Recorde sul-americano (South America) | NM                         | Sem marca (No mark)                       |   |                                      |